# Soudal Quick-Step
Soudal Quick-Step (spelling varieert) is een Belgische wielerploeg.

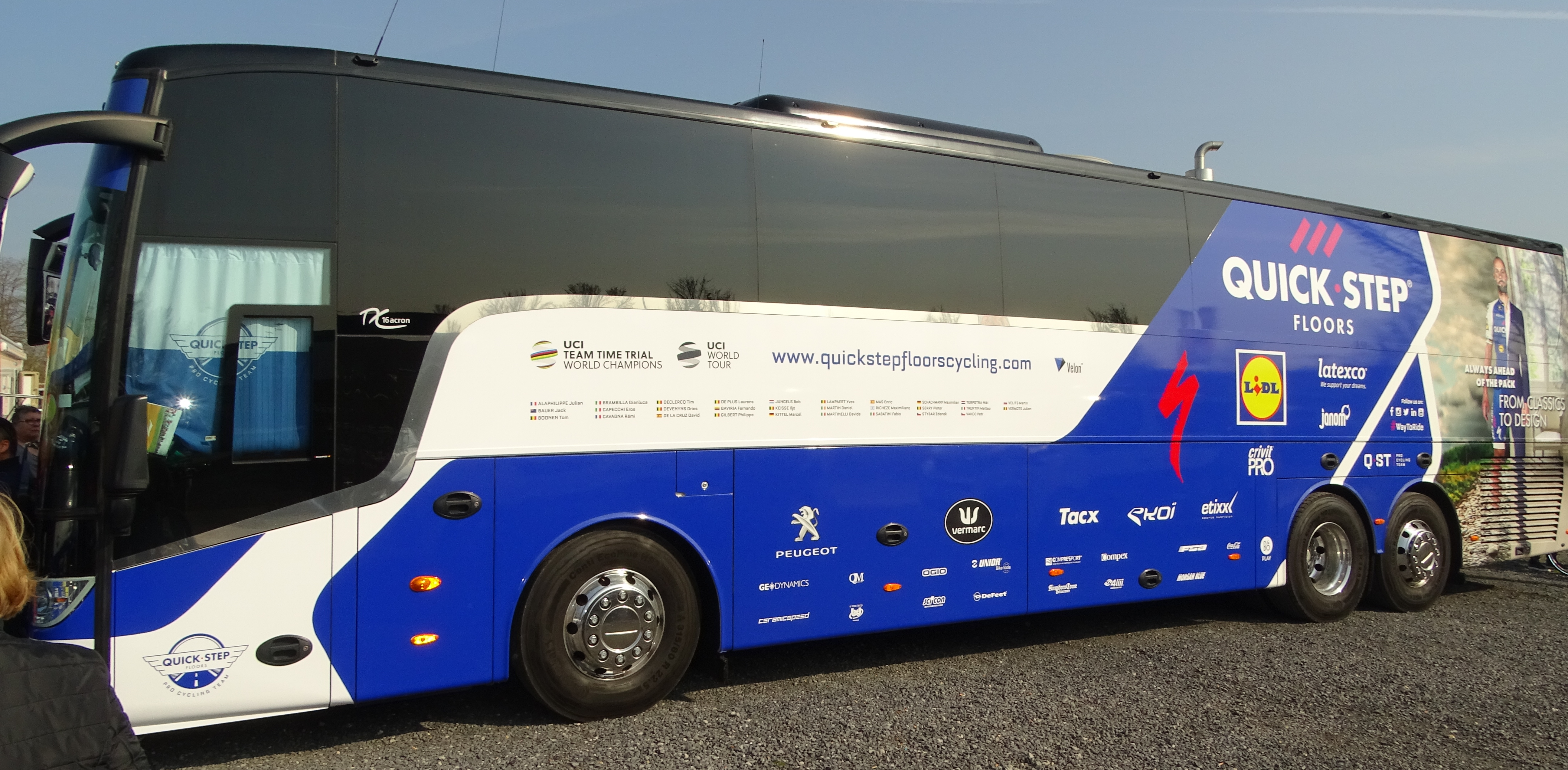
Een bus van de wielerploeg.

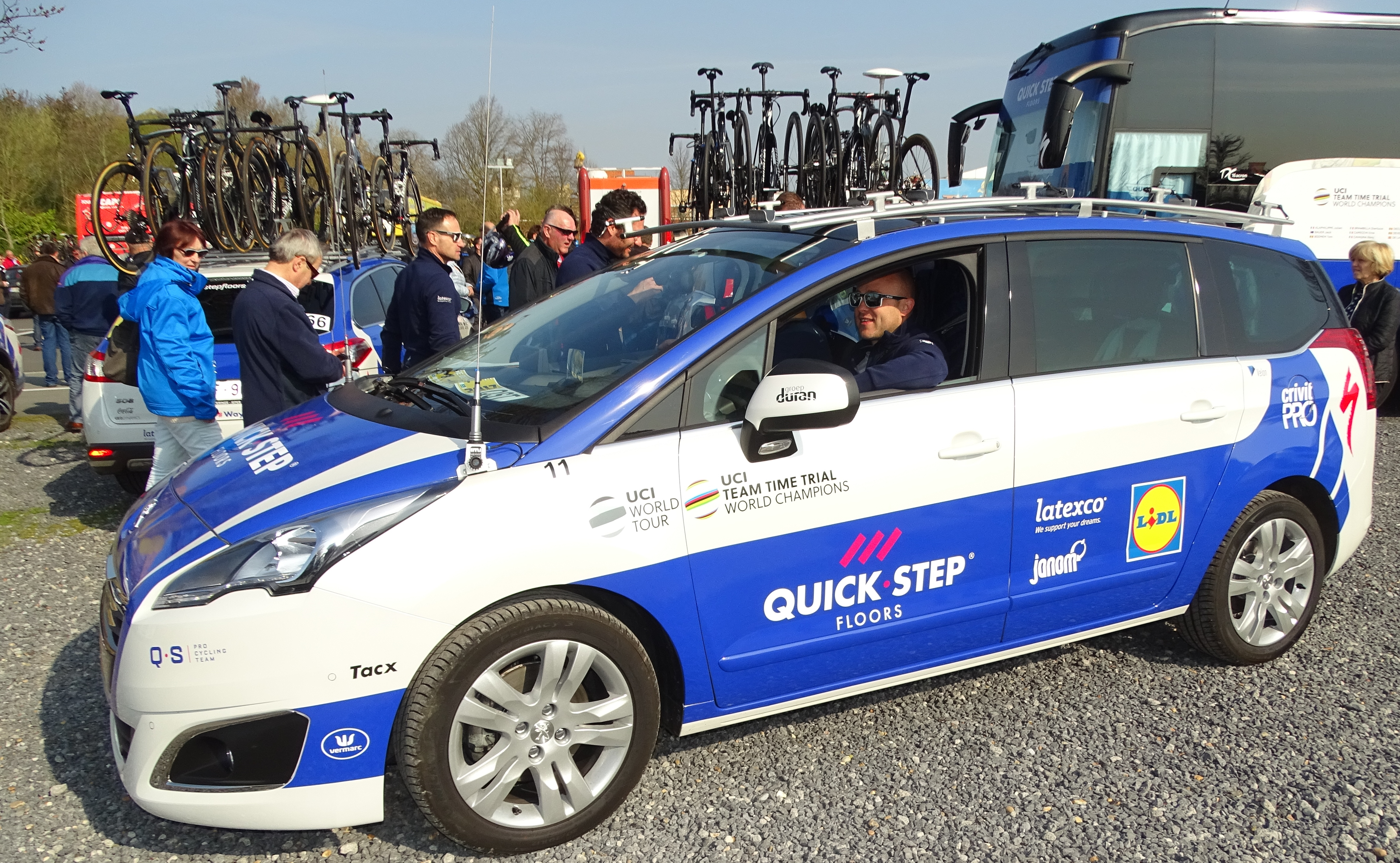
Een auto van de wielerploeg.

## Geschiedenis

### Sponsoren
Quick-Step werd in 2003 hoofdsponsor van het team. Daarvoor was het cosponsor van de Mapei-wielerploeg.
Eind 2010 werd bekend dat de Tsjechische zakenman en miljonair Zdenek Bakala de ploeg tot en met 2013 zou voorzien van het nodige krediet. In 2012 kwam het Omega Pharma van Marc Coucke, eerder al cosponsor met de merknaam Davitamon, als hoofdsponsor naar de ploeg en werd de nieuwe naam Omega Pharma–Quick-Step.
In 2015 kreeg de ploeg de naam Etixx–Quick-Step. Etixx is een merk van sportvoeding en voedingssupplementen dat deel uitmaakt van Omega Pharma.
In 2016 verliet Marc Coucke de ploeg en ging het team verder onder de naam Quick-Step Floors.
Quick-Step is een internationaal georiënteerde ploeg. Het team richt zich op rittenkoersen, klassiekers, eendagswedstrijden en sprints. Manager van het team is de West-Vlaming Patrick Lefevere en ploegleiders zijn diens landgenoten Wilfried Peeters, Tom Steels, Rik Van Slycke, de Italiaan Davide Bramati, de Deen Brian Holm en de Duitser Jan Schaffrath.
In 2019 werd Deceuninck, een Belgische fabrikant van ramen en deuren, de mede hoofdsponsor voor minstens drie jaar en ging de ploeg verder onder de naam Deceuninck–Quick-Step.  In 2021 maakte Deceuninck bekend dat het ook echt bij de drie jaar blijft. Voor het seizoen 2023 werd aangekondigd dat Soudal dat lange tijd sponsor was van Lotto-Soudal zou overstappen naar de Quick-Step ploeg als nieuwe hoofdsponsor.

### Dopingbeschuldigingen
Op 23 januari 2007 werden er zware beschuldigingen geuit tegen Patrick Lefevere en de gehele Quick-Step-ploeg inzake dopinggebruik. De Belgische krant Het Laatste Nieuws bracht die dag het eerste van een reeks artikels onder de naam Patrick Lefevere: 30 jaar doping uit, waarin enkele anonieme getuigen verklaarden hoe zij op de hoogte waren van systematisch dopinggebruik in de ploeg, in opdracht van Lefevere.
Op 27 januari 2007 verklaarde de Internationale Wielerunie dat er nooit een dopingsysteem bij Quick-Step heeft bestaan. Tussen 1 januari 2003 en 31 december 2006 zijn de bloedwaarden van de Quick-Step-renners 321 keer gecontroleerd, door acht controleurs uit vijf verschillende landen. Nooit waren de bloedstalen positief.
Op 7 juni 2007 deed het Kortrijkse gerecht huiszoekingen bij een tiental renners en verzorgers van wielerploegen. Men vond er een grote hoeveelheden verboden producten op verschillende plaatsen. Er werden dertien personen in deze zaak verhoord. Het zou onder meer gaan om Johan Molly, verzorger bij Quick-Step en vroeger aan de slag bij Cofidis. Een en ander is het gevolg van een doorgeschoven dossier door Jean-Marie Dedecker aan de hormonenmagistraat Johan Sabbe. Het parket van Kortrijk deelde in de avond van 7 juni 2007 mee dat de verzorger vrij mocht beschikken. Verzorger Molly had in het recente verleden een intens telefoon- en sms-verkeer met ex-prof David Windels. Windels raakte als prof verslaafd aan amfetamine en werd in 1997 veroordeeld wegens handel in verboden middelen. Het parket verklaarde dat de vrije beschikking van Molly niet uitsluit dat hem niets ten laste kan gelegd worden. Bij hem thuis zouden evenwel geen verboden producten gevonden zijn. De onderzoeksrechter Marc Allegaert heeft een afweging gemaakt en geoordeeld dat hij voorlopig niet meer verhoord moest worden. In een persmededeling verklaarde Quick-Step dat er bij geen enkele renner van zijn profploeg huiszoekingen zijn verricht.
Op 1 juli 2011, een dag voor de start van de Tour de France, nam de Franse politie de rennersbus van Quick-Step in beslag. Ze zouden dat hebben gedaan in het kader van een dopingonderzoek. Er werden geen bezwarende feiten vastgesteld.

### WK-ploegentijdrit
Op zondag 16 september 2012 schreef de ploeg, geleid door de ex-wielrenners en ploegleiders Tom Steels en Wilfried Peeters, geschiedenis door in Valkenburg de eerste WK-ploegentijdrit te winnen. Met Tom Boonen, Niki Terpstra, Tony Martin, Sylvain Chavanel, Kristof Vandewalle en Peter Velits bleken ze drie seconden sneller dan het BMC van Greg Van Avermaet. Hierdoor mocht het hele team in het jaar 2013 met het wereldkampioenenlogo rondrijden.
Op zondag 22 september 2013 slaagde de ploeg erin de wereldtitel te verlengen. Omega Pharma–Quick-Step was in Firenze 0,98 seconden sneller dan Orica-GreenEdge, met bijna dezelfde ploeg als het voorgaande jaar. Enkel de geblesseerde Tom Boonen werd vervangen door Michał Kwiatkowski.

### Bijnaam
De ploeg noemt zichzelf The Wolfpack, het roedel wolven. Volgens renner Brian Holm kwam die naam van een jeugdbende in de buurt in Kopenhagen waar hij opgroeide. De naam begon als een interne grap maar werd in 2017 deel van de teammarketing, toen het silhouet van een wolvenkop werd opgenomen in het logo van de ploeg.

## Palmares

### Grote ronden
| Jaar | Ronde van Italië                       | Ronde van Italië                                                | Ronde van Frankrijk                 | Ronde van Frankrijk                                                | Ronde van Spanje                  | Ronde van Spanje                                                          |
| Jaar | hoogste klassering                     | etappewinst                                                     | hoogste klassering                  | etappewinst                                                        | hoogste klassering                | etappewinst                                                               |
| ---- | -------------------------------------- | --------------------------------------------------------------- | ----------------------------------- | ------------------------------------------------------------------ | --------------------------------- | ------------------------------------------------------------------------- |
| 2003 | geen deelname                          | geen deelname                                                   | 16e Richard Virenque                | 7e Richard Virenque 17e Servais Knaven                             | 42e Jurgen Van Goolen             |                                                                           |
| 2004 | geen deelname                          | geen deelname                                                   | 15e Richard Virenque                | 6e en 20e Tom Boonen 10e Richard Virenque 18e Juan Miguel Mercado  | 49e José Antonio Pecharroman      |                                                                           |
| 2005 | 38e Paolo Bettini Stefano Zanini       | 1e Paolo Bettini                                                | 41e Michael Rogers                  | 2e en 3e Tom Boonen                                                | 9e Juan Miguel Mercado            | 16e Paolo Bettini                                                         |
| 2006 | 7e Juan Manuel Gárate Paolo Bettini    | 15e Paolo Bettini 19e Juan Manuel Gárate                        | 72e Juan Manuel Gárate              | 18e Matteo Tosatto                                                 | 59e José Antonio Garrido          | 2e Paolo Bettini                                                          |
| 2007 | 34e Mauro Facci                        |                                                                 | 21e Juan Manuel Gárate Tom Boonen   | 2e Gert Steegmans 8e en 12e Tom Boonen 10e Cédric Vasseur          | 10e Carlos Barredo                | 3e Paolo Bettini                                                          |
| 2008 | 19e Paolo Bettini                      |                                                                 | 36e Matteo Carrara                  | 21e Gert Steegmans                                                 | 15e Juan Manuel Gárate            | 3e en 16e Tom Boonen 6e en 12e Paolo Bettini 17e Wouter Weylandt          |
| 2009 | 14e Kevin Seeldraeyers                 |                                                                 | 20e Sylvain Chavanel                |                                                                    | 20e Kevin De Weert                |                                                                           |
| 2010 | 39e Branislaw Samojlaw                 | 3e Wouter Weylandt 5e Jérôme Pineau                             | 16e Kevin De Weert Sylvain Chavanel | 2e en 7e Sylvain Chavanel                                          | 43e Carlos Barredo                | 15e Carlos Barredo                                                        |
| 2011 | 13e Dario Cataldo                      |                                                                 | 13e Kevin De Weert                  |                                                                    | 23e Kevin Seeldraeyers            |                                                                           |
| 2012 | 12e Dario Cataldo                      |                                                                 | 27e Peter Velits                    |                                                                    | 24e Serge Pauwels                 | 16e Dario Cataldo                                                         |
| 2013 | 62e Michał Gołaś Mark Cavendish        | 1e, 6e, 12e, 13e en 21e Mark Cavendish                          | 11e Michał Kwiatkowski              | 5e en 13e Mark Cavendish 11e Tony Martin 14e Matteo Trentin        | 31e Serge Pauwels                 | 7e Zdeněk Štybar                                                          |
| 2014 | ↑ Rigoberto Urán                       | 12e Rigoberto Urán                                              | 24e Jan Bakelants                   | 7e Matteo Trentin 9e en 20e Tony Martin                            | 38e Wout Poels                    | 10e Tony Martin                                                           |
| 2015 | 14e Rigoberto Urán                     | 21e Iljo Keisse                                                 | 42e Rigoberto Urán                  | 4e Tony Martin 6e Zdeněk Štybar 7e Mark Cavendish                  | 13e Gianluca Brambilla            |                                                                           |
| 2016 | 6e Bob Jungels                         | 2e en 3e Marcel Kittel 8e Gianluca Brambilla 18e Matteo Trentin | 9e Daniel Martin                    | 4e Marcel Kittel                                                   | 7e David de la Cruz               | 2e en 5e Gianni Meersman 9e David de la Cruz 15e Gianluca Brambilla       |
| 2017 | 8e Bob Jungels Fernando Gaviria        | 3e, 5e, 12e en 13e Fernando Gaviria 15e Bob Jungels             | 6e Daniel Martin                    | 2e, 6e, 7e, 10e en 11e Marcel Kittel                               | 42e Bob Jungels                   | 2e Yves Lampaert 4e, 10e, 13e en 21e Matteo Trentin 8e Julian Alaphilippe |
| 2018 | 31e Maximilian Schachmann Elia Viviani | 2e, 3e, 13e en 17e Elia Viviani 18e Maximilian Schachmann       | 11e Bob Jungels Julian Alaphilippe  | 1e en 4e Fernando Gaviria 10e en 16e Julian Alaphilippe            | ↑ Enric Mas                       | 3e, 10e en 21e Elia Viviani 20e Enric Mas                                 |
| 2019 | 33e Bob Jungels                        |                                                                 | 5e Julian Alaphilippe               | 3e en 13e Julian Alaphilippe 4e Elia Viviani                       | 11e James Knox                    | 4e en 21e Fabio Jakobsen 12e en 17e Philippe Gilbert 19e Rémi Cavagna     |
| 2020 | 4e João Almeida                        |                                                                 | 36e Julian Alaphilippe Sam Bennett  | 2e Julian Alaphilippe 10e en 21e Sam Bennett                       | 17e Mattia Cattaneo               | 4e Sam Bennett                                                            |
| 2021 | 6e João Almeida                        |                                                                 | 12e Mattia Cattaneo Mark Cavendish  | 1e Julian Alaphilippe 4e, 6e, 10e en 13e Mark Cavendish            | 90e Andrea Bagioli Fabio Jakobsen | 4e, 8e en 16e Fabio Jakobsen 13e Florian Sénéchal                         |
| 2022 | 30e Mauri Vansevenant                  | 3e Mark Cavendish                                               | 96e Mattia Cattaneo                 | 1e Yves Lampaert 2e Fabio Jakobsen                                 | ↑ Remco Evenepoel                 | 10e en 18e Remco Evenepoel                                                |
| 2023 | 12e Ilan Van Wilder                    | 1e en 9e etappe Remco Evenepoel                                 | 33e Julian Alaphilippe              | 18e Kasper Asgreen                                                 | 12e Remco Evenepoel               | 3e, 14e en 18e Remco Evenepoel                                            |
| 2024 | 8e Jan Hirt                            | 3e en 18e Tim Merlier 12e Julian Alaphilippe                    | ↑ Remco Evenepoel · Remco Evenepoel | 7e Remco Evenepoel                                                 | 8e Mikel Landa                    |                                                                           |
| 2025 | 19e James Knox                         |                                                                 | 32e Ilan Van Wilder                 | 3e en 9e Tim Merlier 5e Remco Evenepoel 16e Valentin Paret-Peintre |                                   |                                                                           |

### Klassiekers
- Omloop Het Nieuwsblad: 2003 (Johan Museeuw), 2005 (Nick Nuyens), 2019 (Zdeněk Štybar), 2021 (Davide Ballerini)
- Kuurne-Brussel-Kuurne: 2006 (Nick Nuyens), 2007, 2009 en 2014 (Tom Boonen), 2008 (Steven de Jongh), 2015 (Mark Cavendish), 2019 (Bob Jungels), 2020 (Kasper Asgreen), 2022 (Fabio Jakobsen)
- Strade Bianche: 2014 (Michał Kwiatkowski), 2015 (Zdeněk Štybar), 2019 (Julian Alaphilippe)
- Milaan-San Remo: 2003 (Paolo Bettini), 2006 (Filippo Pozzato), 2019 (Julian Alaphilippe)
- Dwars door Vlaanderen: 2007 (Tom Boonen), 2009 (Kevin Van Impe), 2012 en 2014 (Niki Terpstra), 2017 en 2018 (Yves Lampaert)
- E3 Harelbeke: 2004, 2005, 2006, 2007 en 2012 (Tom Boonen), 2018 (Niki Terpstra), 2019 (Zdeněk Štybar), 2021 (Kasper Asgreen)
- Gent-Wevelgem: 2004, 2011 en 2012 (Tom Boonen)
- Ronde van Vlaanderen: 2005, 2006 en 2012 (Tom Boonen), 2008 en 2009 (Stijn Devolder), 2017 (Philippe Gilbert), 2018 (Niki Terpstra), 2021 (Kasper Asgreen)
- Scheldeprijs: 2004 en 2006 (Tom Boonen), 2016 en 2017 (Marcel Kittel), 2018 en 2019 (Fabio Jakobsen), 2024 (Tim Merlier)
- Parijs-Roubaix: 2005, 2008, 2009 en 2012 (Tom Boonen), 2014 (Niki Terpstra), 2019 (Philippe Gilbert)
- Brabantse Pijl: 2004 (Luca Paolini), 2016 (Petr Vakoč), 2020 (Julian Alaphilippe)
- Amstel Gold Race: 2015 (Michał Kwiatkowski), 2017 (Philippe Gilbert)
- Waalse Pijl: 2018, 2019, 2021 (Julian Alaphilippe)
- Luik-Bastenaken-Luik: 2018 (Bob Jungels), 2022 en 2023 (Remco Evenepoel)
- Clásica San Sebastián: 2003 (Paolo Bettini), 2009 (Carlos Barredo), 2018 (Julian Alaphilippe), 2019 en 2022 (Remco Evenepoel)
- Ronde van Lazio: 2005 (Filippo Pozzato)
- Cyclassics Hamburg: 2003 (Paolo Bettini), 2005 (Filippo Pozzato), 2018 en 2019 (Elia Viviani)
- Brussels Cycling Classic: 2004 (Nick Nuyens), 2012 en 2016 (Tom Boonen), 2021 (Remco Evenepoel)
- GP Fourmies: 2008 (Giovanni Visconti), 2016 (Marcel Kittel)
- Parijs-Tours: 2015 en 2017 (Matteo Trentin), 2016 (Fernando Gaviria)
- Ronde van Lombardije: 2005 en 2006 (Paolo Bettini)
- Japan Cup: 2004 (Patrik Sinkewitz)

### Kampioenschappen
- WK tijdrijden: 2003, 2004 en 2005 (Michael Rogers), 2012, 2013 en 2016 (Tony Martin) 2023 en 2024 (Remco Evenepoel)
- WK wielrennen op de weg: 2005 (Tom Boonen), 2006 en 2007 (Paolo Bettini), 2014 (Michał Kwiatkowski), 2020 en 2021 (Julian Alaphilippe), 2022 (Remco Evenepoel)
- WK veldrijden: 2014 (Zdeněk Štybar)
- WK-ploegentijdrit: 2012, 2013, 2016 en 2018
- EK wielrennen op de weg: 2019 (Elia Viviani), 2022 (Fabio Jakobsen), 2024 (Tim Merlier)
- EK tijdrijden: 2019 (Remco Evenepoel)

Mannen:   2003 · 2004 · 2005 · 2006 · 2007 · 2008 · 2009 · 2010 · 2011 · 2012 · 2013 · 2014 · 2015 · 2016 · 2017 · 2018 · 2019 · 2020 · 2021 · 2022 · 2023 · 2024 · 2025
Vrouwen:   2019 · 2020 · 2021 · 2022 · 2023 · 2024 · 2025
Alpecin-Deceuninck · Arkéa-B&B Hotels · Bahrain-Victorious · Cofidis · Decathlon AG2R La Mondiale Team · EF Education-EasyPost · Groupama-FDJ · INEOS Grenadiers · Intermarché-Wanty · Lidl-Trek · Movistar Team · Red Bull-BORA-hansgrohe · Soudal Quick-Step · Jayco AlUla · Picnic PostNL · UAE Team Emirates-XRG · Visma-Lease a Bike · XDS Astana Team
Zie ook: UCI World Tour 2025 · Continental Circuits
Belgische wielerploeg Quick Step: 2003–heden
Amorison · Bettini · Bodrogi · Boonen · Bramati · Cañada · Clerc · Cretskens · Horrillo · Hulsmans · Kasjetsjkin · Knaven · Museeuw · Nuyens · Paolini · Passuello · Rogers   · Sinkewitz · Tankink · Van de Wouwer · Van Goolen · Vandenbroucke · Vanthourenhout · Virenque · Wadecki · Desmedt (stagiair) · Moeravjov (stagiair) · Rusconi (stagiair) · Yates (stagiair)
Amorison · Bettini  · Bodrogi · Boonen · Bramati · Clerc · Cretskens · De Fauw · Dufaux · Garrido · Horrillo · Hulsmans · Knaven · Mercado · Museeuw (tot 14/04) · Nuyens · Paolini · Pecharroman · Rogers    · Sinkewitz · Tankink · Van Goolen · Vanthourenhout · Virenque · Zanini · Kemps (stagiair) · Starzengruber (stagiair) · Weylandt (stagiair)
Bettini  · Boonen  · Bramati · Christensen · Cretskens · De Fauw · De Weert · Engels · Garrido · Hulsmans · Knaven · Lotz · Mercado · Moreni · Nuyens · Paolini · Pecharroman · Pozzato · Rogers     · Rosseler · Sinkewitz · Tankink · Trenti · Van Goolen · Vanthourenhout (tot 28/02) · Verbrugghe · Viganò · Weylandt · Zanini · Melis (stagiair) · Neirynck (stagiair) · Santaromita (stagiair)
Baguet · Bettini   · Boonen  · Bramati · Chicchi · Cretskens · De Weert · Engels · Gárate · Garrido · Hulsmans · de Jongh · Knaven · Nuyens · Pozzato · Rosseler · Rujano · Santaromita · Scarselli · Schwab · Tankink · Tosatto · Trenti · Van De Walle · Van Impe · Vasseur · Verheyen · Viganò · Weylandt · Wielinga · Grabovski (stagiair) · Proni (stagiair) · Vantomme (stagiair)
Baguet · Barredo · Bettini   · Boonen · Cretskens · Engels · Facci · Gárate · Grabovski · Hulsmans · de Jongh · Proni · Rosseler · Santaromita · Scarselli · Schwab · Seeldraeyers · Steegmans · Tankink · Tonti · Tosatto · Van De Walle · Van Impe · Van Petegem · Vasseur · Verheyen · Viganò · Visconti · Weylandt · Wynants · Moerman (stagiair) · Neirynck (stagiair) · Vermeersch (stagiair)
Barredo · Bettini   · Boonen · Carrara · Cretskens · Davis · Devolder · Jefimkin · Engels · Facci · Gárate · Grabovski · Hulsmans · de Jongh · Kvist · Proni · Rosseler · Scarselli · Schwab · Seeldraeyers · Steegmans · Tonti · Tosatto · Van De Walle · Van Impe · Viganò · Visconti · Weylandt · Wynants · Joseph (stagiair) · Malacarne (stagiair)
Barredo · Boonen · Cataldo · Chavanel · Cornu · Davis · de Jongh · De Weert · Devenyns · Devolder · Engels · Facci · Hovelijnck · Hulsmans · Koenitski · Kvist · Malacarne · Pineau · Reda · Rosseler · Samojlaw · Schwab · Seeldraeyers · Tosatto · Van De Walle · Van Impe · Velo · Weylandt · Wynants · Robert (stagiair)
Barredo · Boonen · Cataldo · Chavanel · De Weert · Devenyns · Devolder · Engels · Facci · Hovelijnck · Hulsmans · Keisse · Koenitski · Kvist · Maes · Malacarne · Pineau · Reda · Samojlaw · Seeldraeyers · Stauff · Tosatto · Van De Walle · Van Impe · Velo · Weylandt · Wynants · Robert (stagiair) · Van Keirsbulck (stagiair)
Bandiera · Boonen · Cappelle · Cataldo · Chavanel · Chicchi · Ciolek · De Weert · Devenyns · Engels · Keisse · de Maar · Maes · Malacarne · Pineau · Reda · Robert · Seeldraeyers · Stauff · Steegmans · Štybar · Terpstra · Tratnik · Vandewalle · Van Impe · Van Keirsbulck · Vermote · Trentin (stagiair)
Bandiera · Boonen · Brammeier · Cataldo · Chavanel · Chicchi · Ciolek · De Weert · Devenyns · Fenn · Gołaś · Grabsch · Keisse · Kwiatkowski · Leipheimer · Maes · Martin     · Pauwels · Pineau · Raboň · Steegmans · Štybar · Terpstra · Trentin · Vandenbergh · Vandewalle · Van Keirsbulck · P. Velits · M. Velits · Vermote · Hoorne (stagiair) · Sénéchal (stagiair)
Alaphilippe · Bakelants · Boonen · Brambilla · Cavendish · De Gendt · De Weert · Fenn · Gołaś · Keisse · Kwiatkowski  · Maes · Martin   · Meersman · Pauwels · Petacchi · Poels · Renshaw · Serry · Steegmans · Štybar · Terpstra · Trentin · Urán · Vakoč · Vandenbergh · Van Keirsbulck · M. Velits · Vermote · Verona
Alaphilippe · Boonen · Bouet · Brambilla · Cavendish · de la Cruz · Gołaś · Keisse · Kwiatkowski  · Lampaert · Maes · Martin · Meersman · Renshaw · Sabatini · Serry · Štybar · Terpstra · Trentin · Urán · Vakoč · Vandenbergh · Van Keirsbulck · M. Velits · Vermote · Verona · Wisniowski · Contreras (stagiair) · Gaviria (stagiair)
Alaphilippe · Boonen · Bouet · Brambilla · Contreras · de la Cruz · De Plus · Gaviria · Jungels · Keisse · Kittel · Lampaert · Maes · D. Martin · T. Martin   · Martinelli · Meersman · Richeze · Sabatini · Serry · Štybar · Terpstra · Trentin · Vakoč · Vandenbergh · Van Keirsbulck · Velits · Vermote · Verona · Wiśniowski · Costa (stagiair) · García (stagiair) · Sisr (stagiair)
Alaphilippe · Bauer · Boonen (tot 09/04) · Brambilla · Capecchi · Cavagna · de la Cruz · De Plus · Declercq · Devenyns · Gaviria · Gilbert · Jungels · Keisse · Kittel · Lampaert · Martin · Martinelli · Mas · Richeze · Sabatini · Schachmann · Serry · Štybar · Terpstra · Trentin · Vakoč · Velits · Vermote · Hodeg (stagiair) · Kasperkiewicz (stagiair)
Alaphilippe · Asgreen · Capecchi · Cavagna · De Plus · Declercq · Devenyns · Gaviria · Gilbert · Hodeg · Jakobsen · Jungels · Keisse · Knox · Lampaert · Martinelli · Mas · Mørkøv · Narváez · Richeze · Sabatini · Schachmann  · Sénéchal · Serry · Štybar · Terpstra · Vakoč · Viviani
Alaphilippe · Asgreen · Capecchi · Cavagna · Declercq · Devenyns · Evenepoel   · Gilbert · Hodeg · Honoré · Jakobsen · Jungels · Keisse · Knox · Lampaert · Martinelli · Mas · Mørkøv · Richeze · Sabatini · Sénéchal · Serry · Štybar · Vakoč · Viviani 
Alaphilippe  · Almeida · Archbold · Asgreen · Bagioli · Ballerini · Bennett · Cattaneo · Cavagna · Declercq · Devenyns · Evenepoel   · Garrison · Hodeg · Honoré · Jakobsen · Jungels · Keisse · Knox · Lampaert · Masnada · Mørkøv · Sénéchal · Serry · Steels · Steimle · Štybar · Van Lerberghe · Quinn (stagiair) · Vansevenant (stagiair)
Alaphilippe  · Almeida · Archbold · Asgreen · Bagioli · Ballerini · Bennett · Cattaneo · Cavagna · Cavendish · Černý · Declercq · Devenyns · Evenepoel · Garrison · Hodeg · Honoré · Jakobsen · Keisse · Knox · Lampaert · Masnada · Mørkøv · Sénéchal · Serry · Steels · Steimle · Štybar · Van Lerberghe · Vansevenant · Osborne (stagiair) · Van Tricht (stagiair)
Alaphilippe  · Asgreen · Bagioli · Ballerini · Cattaneo · Cavagna · Cavendish · Černý · Declercq · Devenyns · Evenepoel  · Honoré · Jakobsen  · Keisse · Knox · Lampaert · Masnada · Mørkøv · Schmid · Sénéchal · Serry · Steels · Steimle · Štybar · Svrček (vanaf 1/7) · Van Lerberghe · Van Tricht · Van Wilder · Vansevenant · Vernon · Vervaeke · Raccani (stagiair)
Alaphilippe · Asgreen · Bagioli · Ballerini · Cattaneo · Cavagna · Černý · Declercq · Devenyns · Evenepoel    · Hirt · Jakobsen  · Knox · Lampaert · Masnada · Merlier · Mørkøv · Pedersen · Schmid · Sénéchal · Serry · Steimle · Svrček · Van Lerberghe · Van Tricht · Van Wilder · Vansevenant · Vernon · Vervaeke
Alaphilippe · Asgreen · Bastiaens · Cattaneo · Černý · Evenepoel      · Gelders · Hirt · Huby · Knox · Lampaert · Lamperti · Landa · Lecerf · Magnier · Masnada · Merlier · Moscon · Pedersen · Reinderink · Serry · Svrček · Van Lerberghe · Van Wilder · Vangheluwe · Vansevenant · Vervaeke · Warlop